# Ordine firmato in bianco
Ordine firmato in bianco è un film italiano del 1974 scritto e diretto da Gianni Manera.

## Trama
In seguito a una rapina riuscita avvengono degli omicidi che colpiscono gli autori del crimine, tra il boss della mafia, Luca Albanese e un personaggio misterioso.